# 피노키오: 당나귀 섬의 비밀
피노키오: 당나귀 섬의 비밀(Pinocchio)은 2012년 공개된 이탈리아, 벨기에, 프랑스, 룩셈부르크 합작 애니메이션 영화이다.